# Ntcheu
Ntcheu – miasto w południowym Malawi, w Regionie Środkowym. Według danych na rok 2018 liczyło 21,2 tys. mieszkańców.